# Gościmierz
Gościmierz – osada w północno-zachodniej Polsce położona w województwie zachodniopomorskim, w powiecie gryfickim, w gminie Karnice.
Według danych pod koniec 2004 roku osada miała 63 mieszkańców.
W latach 1946–1998 miejscowość administracyjnie należała do województwa szczecińskiego.